# Mireille Rivalland
Mireille Rivalland, née en 1960, est une éditrice française spécialisée dans les littératures de l'imaginaire.

## Biographie
Mireille Rivalland est née en 1960. Elle est en hypokhâgne au lycée Clémenceau de Nantes en 1978-1979. Élevée dans la culture classique, elle a un fort attrait pour la science-fiction et notamment le space opera. Elle avoue ainsi que la science-fiction, comme par exemple l'ouvrage Les Dépossédés d'Ursula K. Le Guin, lui a « sauvé la vie plusieurs fois »[C'est-à-dire ?].

### Carrière
Autodidacte en matière d'édition, Mireille Rivalland se lance dans la co-direction des éditions L'Atalante avec Pierre Michaut à partir de juillet 1989,.
De 1989 à 1998, elle dirige la collection « Bibliothèque de l'évasion » où elle travaille sur les auteurs français de science-fiction,. Depuis 1999, elle dirige la collection « La Dentelle du Cygne ».
En tant qu'éditrice, elle se considère comme une passeuse : « mon métier existe pour véhiculer des idées ». Elle annonce travailler deux à trois heures par jour sur les textes dont elle s'occupe. Elle édite notamment Pierre Bordage, Roland C. Wagner, Serge Lehman, Fabrice Colin, Jean-Marc Ligny, Jean-Claude Dunyach ou Catherine Dufour.
En 2000, elle préside la première édition du festival des Utopiales de Nantes. Elle y interviendra plusieurs fois les années suivantes,,.

## Interventions médiatiques
En 2019, elle vient fêter les trente ans de l'Atalante au micro de La Méthode scientifique sur France Culture en compagnie de Catherine Dufour.
En 2020, elle vulgarise son travail d'éditrice à l'occasion de deux épisodes de la saison 5 du podcast Procrastination, animé par les écrivains Lionel Davoust, Estelle Faye et Mélanie Fazi et produit par le site Elbakin.net,.
En 2022, elle est à nouveau invitée à La Méthode scientifique pour évoquer l'histoire de la science-fiction française de 1980 au présent.